# Opération Chariot
 (janvier 2015).
Seconde Guerre mondiale - Bataille de l'Atlantique
Batailles
Bataille de l'Atlantique
- Bataille des Caraïbes
- Blocus allié de l'Allemagne
- Guerre météorologique
- Bataille du Rio de la Plata
- Opération Berlin
- Bataille du détroit de Danemark
- Opération Neuland
- Torpedo Alley
- Opération Paukenschlag
- Opération Postmaster
- Opération Cerberus
- Opération Biting
- Opération Chariot
- Bataille du Saint-Laurent
- Opération Frankton
- Bataille de la mer de Barents
- Mai Noir
- Bataille du cap Nord
- Opération Stonewall
- Opération Teardrop

Front d'Europe de l'ouest

Front d'Europe de l'est

Campagnes d'Afrique, du Moyen-Orient et de Méditerranée

Guerre du Pacifique

Guerre sino-japonaise

Théâtre américain
L’opération Chariot est le nom d'une attaque britannique pendant la Seconde Guerre mondiale sur le port de Saint-Nazaire. Elle fut menée par les Combined Operations de Lord Mountbatten, afin de rendre inutilisables certains équipements du port et en particulier la forme Joubert qui faisait de Saint-Nazaire le seul port de France à pouvoir accueillir le Tirpitz, plus gros cuirassé de la Marine allemande encore en service à ce moment-là.

## Contexte

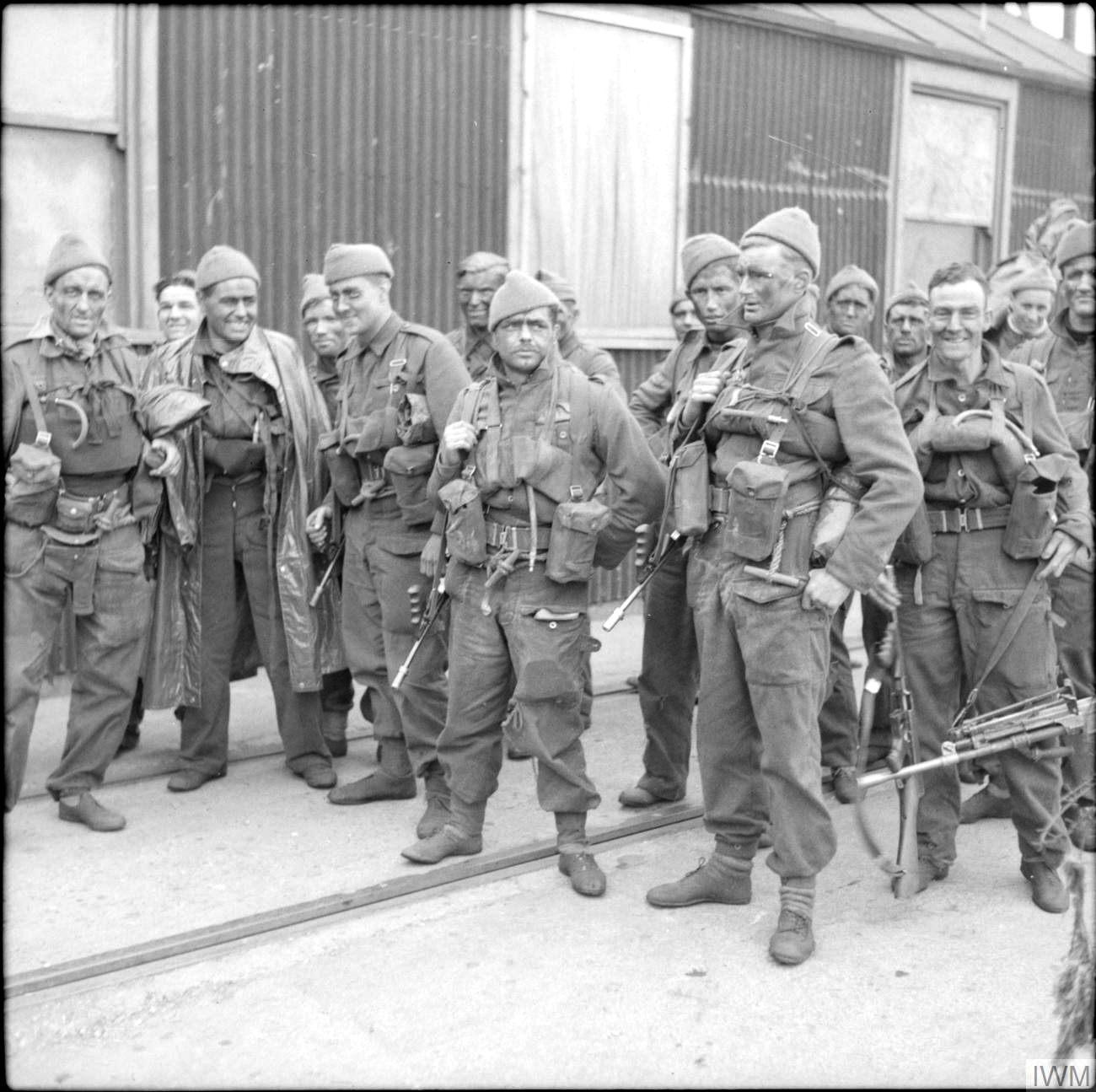
Les hommes du commando n°4, de retour d'un raid sur les côtes françaises près de Boulogne-sur-Mer, le 22 Avril 1942.

Depuis 1939, la bataille de l'Atlantique mobilise de nombreuses unités navales dans l'Atlantique Nord.
En 1941, le cuirassé Bismarck avait semé la terreur lors de sa première sortie, coulant le HMS Hood. Les Alliés étaient parvenus finalement à couler le cuirassé allemand avant qu'il ne rejoigne le port de Brest mais au prix d'une forte mobilisation des forces maritimes.
Le sister-ship du Bismarck, le cuirassé allemand Tirpitz, est stationné en Norvège, au Faettenfjord. Les Alliés craignent qu'il ne soit envoyé dans l'Atlantique, et ne contribue ainsi à réduire les lignes d'approvisionnement britanniques.
Dans cette situation, le port de Saint-Nazaire revêt une importance toute particulière. En effet, la forme Joubert est le seul bassin (sur toute la façade Atlantique) dans lequel le Tirpitz peut venir réparer. La doctrine maritime de l'époque voulant qu'on n'engage pas un navire sans pouvoir effectuer des réparations à proximité, la destruction de la forme Joubert préserverait le trafic  transatlantique britannique de la menace du Tirpitz.
Ainsi, Winston Churchill imagine qu'en neutralisant la forme Joubert, la Kriegsmarine ne se risquera pas à envoyer le Tirpitz en Atlantique.
Début 1942, il décide donc de confier une mission aux commandos britanniques des opérations combinées de Lord Mountbatten, avec pour objectif principal la neutralisation de la forme Joubert.
Le réseau de résistance Notre-Dame, instigué par Gilbert Renault, alias Colonel Rémy, qui dispose d'importants contacts sur la côte Atlantique, notamment au sein même des forces armées françaises sous contrôle allemand, pourvoit au renseignement des forces britanniques engagées.

## Le plan britannique

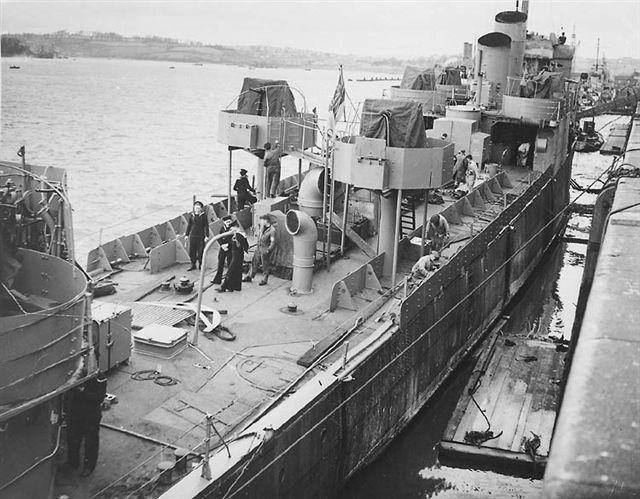
Le lors des travaux préparatifs au raid.

Le plan des Combined Operations repose sur l'effet de surprise. Le port de Saint-Nazaire est en effet l'endroit de l'ouest de la France le mieux fortifié par les Allemands après Brest. Une flottille de vedettes à faible tirant d'eau doit franchir de nuit et à vive allure l’estuaire de la Loire pendant que les défenses allemandes seront distraites par un raid aérien mené par la Royal Air Force. Un bateau chargé d'explosifs sera amené jusqu'à l'écluse-caisson de la forme Joubert et des équipes de commandos débarqueront de ce navire ainsi que des vedettes pour attaquer et détruire 24 cibles différentes. Les forces seront ensuite évacuées par la mer à partir du vieux môle à l'extrémité du port, et quelques heures plus tard, le vieux destroyer amené contre l'écluse explosera. Les forces initiales devaient comprendre un destroyer comme navire-explosif et 8 vedettes rapides. Finalement, la flotte comprit un destroyer, 16 vedettes, 1 canonnière et une vedette lance-torpilles. Cette flotte est escortée par deux destroyers, le HMS Tynedale et le HMS Atherstone, jusqu'au large de Saint-Nazaire, mais ces deux navires ne participent pas à l'attaque.
Le destroyer était le HMS Campbeltown, un navire, anciennement l’USS Buchanan de l'US Navy, donné aux Britanniques au début de la guerre dans le cadre de l'accord d'utilisation des bases britanniques par les Américains. On lui apporta quelques modifications pour qu'il ressemble à un destroyer allemand de la classe Möwe et on lui enleva ses principaux canons et d'autres équipements superflus pour minimiser son tirant d'eau. Par contre, un blindage supplémentaire fut installé afin d'en protéger la passerelle. L'armement fut réduit à un simple QF 12 pounder (canon de 76 mm) et 8 canons Oerlikon de 20 mm. L'explosif était placé juste derrière la position du canon, se composant de 24 grenades sous-marines de type mark VII placées dans des réservoirs d'acier et de béton. Le bateau devait enfoncer le caisson et puis être sabordé afin d'empêcher son déplacement avant qu'il n'explose. Le Campbeltown était commandé par le Lieutenant-commander S. H. Beattie et son équipage, réduit à 75 hommes.

## Déroulement

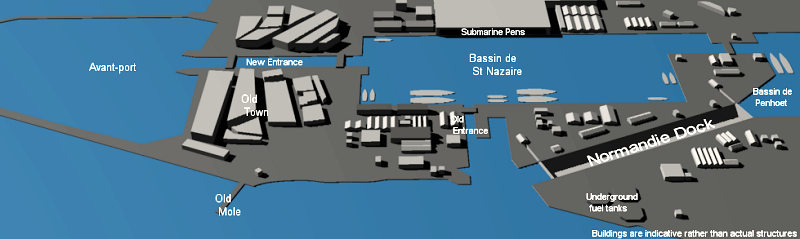
Carte du port de Saint-Nazaire en 1942 ; la forme Joubert est indiquée sous le nom de Normandie Dock.

- 26 février 1942

Réunion au quartier général des opérations combinées : préparation de l'opération.
- 19 mars 1942

Discours de Ryder (en) à ses hommes.
- 26 mars 1942

La flotte quitte Falmouth. Le but est d'atteindre la forme Joubert le 28 à 1 h 30 du matin. Elle fait direction sud-ouest puis sud, adoptant une formation triangulaire, comme si elle opérait une chasse anti-sous-marine.
- 27 mars 1942

6 h 20 : la flotte est repérée par un sous-marin allemand, l'U-593, qui se trompe sur sa direction.
Dans la journée, la flotte prend la direction sud-est puis nord-est en début de soirée.
22 h 15 : les deux destroyers d'escorte s'éloignent, la flottille entre dans le chenal de la Loire.
23 h : amorçage des explosifs.
23 h 20 : bombardement de la Royal Air Force, en deux heures quatre bombes sont larguées (mauvaise visibilité).
- 28 mars 1942

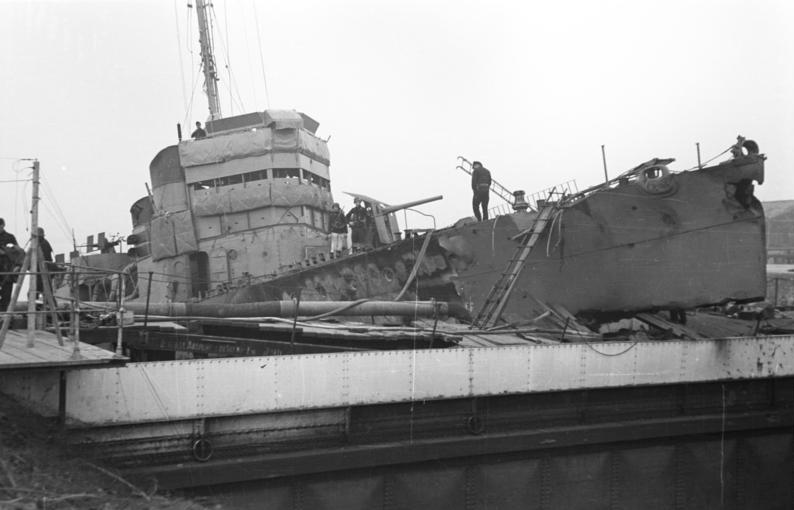
Le encastré dans la porte de la forme Joubert, avant son explosion.

1 h 15 : des postes d'observations côtiers signalent la flotte en approche.
1 h 20 : la flotte passe devant Villès-Martin, il reste trois milles à parcourir. Des documents volés à la Kriegsmarine permettent de se faire identifier comme bateaux allemands. Le début des combats est ainsi reculé.
1 h 27 : la supercherie est découverte, le Campbeltown affale le pavillon allemand et hisse le pavillon britannique. Les batteries allemandes ouvrent le feu.
1 h 34 : le Campbeltown s'écrase sur la porte de la forme Joubert. Les groupes terrestres entrent en action. La station de pompage est détruite, ainsi que certains treuils d'ouverture de la porte.
10 h 30 : les explosifs du Campbeltown explosent. La porte du dock est projetée hors de son rail, et de nombreux soldats allemands venus observer le bateau sont tués.
- 29 mars 1942

Les deux torpilles britanniques lâchées la veille pendant l'opération explosent avec un retard non prévu, semant la confusion dans les troupes allemandes qui ouvrent le feu entre elles et sur des civils français. Dans la panique, 16 civils sont tués et une trentaine blessés.

## Bilan

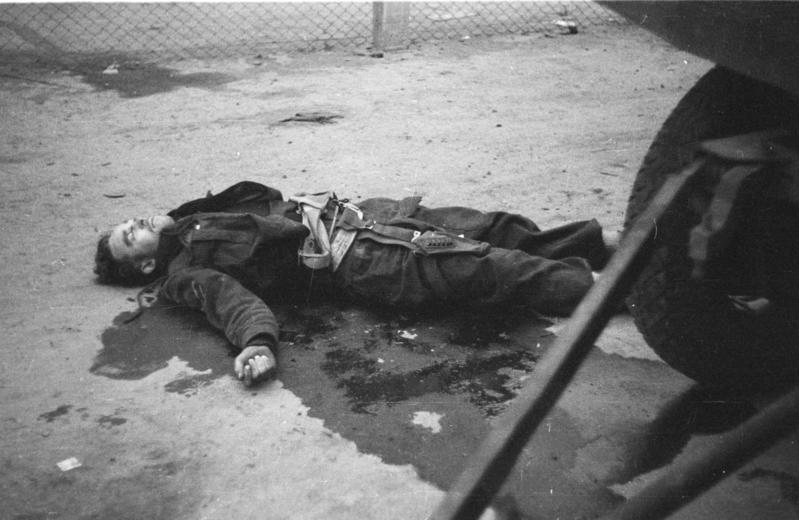
Soldat britannique tué lors de l', le 28 mars 1942, Saint-Nazaire.

La forme Joubert est inutilisable et le restera jusqu'à la fin de la guerre.
169 Britanniques furent tués, dont la moitié lors de la destruction de leurs vedettes dans l'estuaire de la Loire lors de l'évacuation des commandos. 215 Britanniques furent faits prisonniers, beaucoup après le ratissage de la ville par les Allemands, 5 y échappèrent et rentrèrent via Gibraltar. Au total, 227 hommes réussirent à revenir au Royaume-Uni, dont le seul Français à avoir participé à l'opération, Raymond Couraud.
En revanche, jamais les Allemands, comme il est parfois écrit, n'ont rasé la ville en représailles. Celle-ci était déjà atteinte et sera détruite par les bombardements alliés. Ils ont néanmoins chassé les habitants du Petit Maroc (éperon rocheux où se tenait le vieux village originel de Saint-Nazaire), et muré les habitations. Les jours qui ont suivi l'assaut, les soldats allemands sous tension et dans la confusion engendrée par le coup de force, recherchant des soldats britanniques qui auraient pu se cacher chez l'habitant, abattent des civils, et même certains des leurs par erreur[réf. nécessaire].
Le succès de l'opération Chariot est étroitement lié à l'activité importante de l'organisation clandestine qu'a installée, sous le commandement direct du BCRA, le résistant Gilbert Renault, alias colonel Rémy, dans tout l'ouest de la France. La Confrérie Notre-Dame, créée en 1940 sous l'impulsion du Colonel Passy, s'est en effet majoritairement développée sur les côtes Atlantiques, recueillant de nombreuses informations militaires et civiles à destination des Britanniques. Avec le raid de Bruneval, l'opération Chariot est l'un des exemples les plus concrets de l'efficacité de cette organisation, qui communiquait à Londres, par ondes radiophoniques, divers rapports et plans permettant une reconnaissance minutieuse du terrain et des forces en présence.

### Succès de propagande

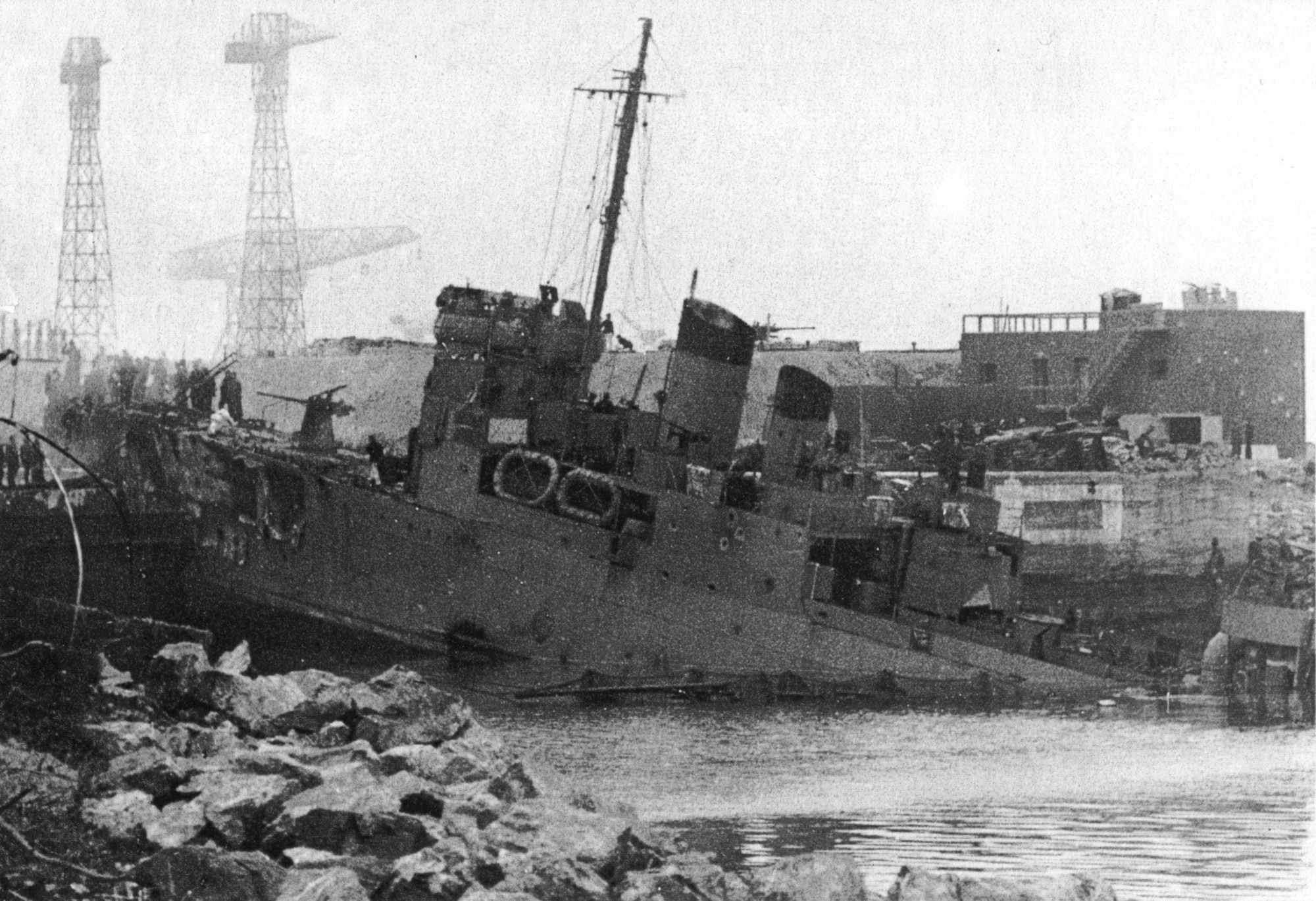
Le après l'attaque, le 28 mars 1942, Saint-Nazaire.

Ce raid est considéré comme l'un des plus audacieux jamais réalisés par des commandos. La nuit même de l'opération, les services de propagande allemands font parvenir aux journaux français des informations contrôlées et modifiées dans le but de contenir l'étendue de la défaite. Il s'agit en effet du second lourd échec défensif qu'ont à subir les troupes côtières, après le retentissant raid de Bruneval, qui porte, dès 1942, un coup dur à la réputation du mur de l'Atlantique, présumé infranchissable. La presse écrite et radiophonique fait donc état, en premier lieu, d'un débarquement allié repoussé par les forces allemandes, et déclare que tous les éléments ennemis débarqués ont pu être éliminés.
Le lendemain, toutefois, la presse revient sur ses déclarations et affirme cette fois que l'élimination des troupes britanniques est toujours en cours. On dénote ainsi la précipitation des services de propagande, qui découle directement de l'effet de surprise de cette opération et du coup qui est ainsi porté au moral de l'occupant. Le Colonel Rémy affirmera d'ailleurs que la réussite de l'opération Chariot aura, en plus de son importance stratégique, permis un certain rehaussement du moral des Français, qui verront là le premier signe du déclin allemand.
Le canon du Campbeltown fut retrouvé dans les années 1970 lors du dragage de l'estuaire. Il est exposé aujourd'hui sur le toit de la terrasse panoramique du port de Saint-Nazaire. Un autre vestige du destroyer Campbeltown, en l’occurrence l’une de ses portes, a été retrouvé en 2020 lors de travaux sur le port de Saint-Nazaire. Cette pièce historique est visible depuis fin mars 2024 au musée Le Grand Blockhaus.

## Culture

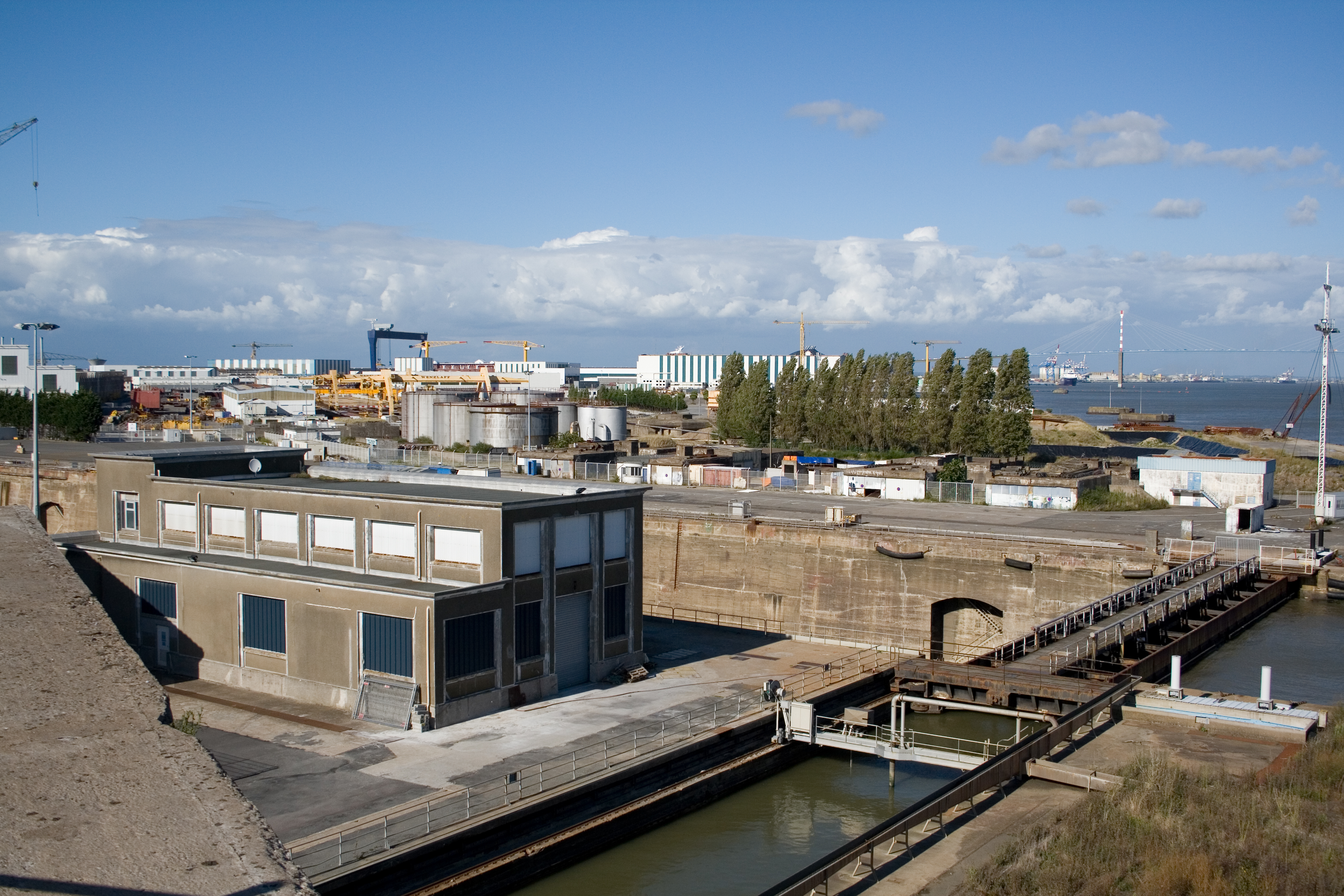
Porte de la forme Joubert, objectif principal de l'.

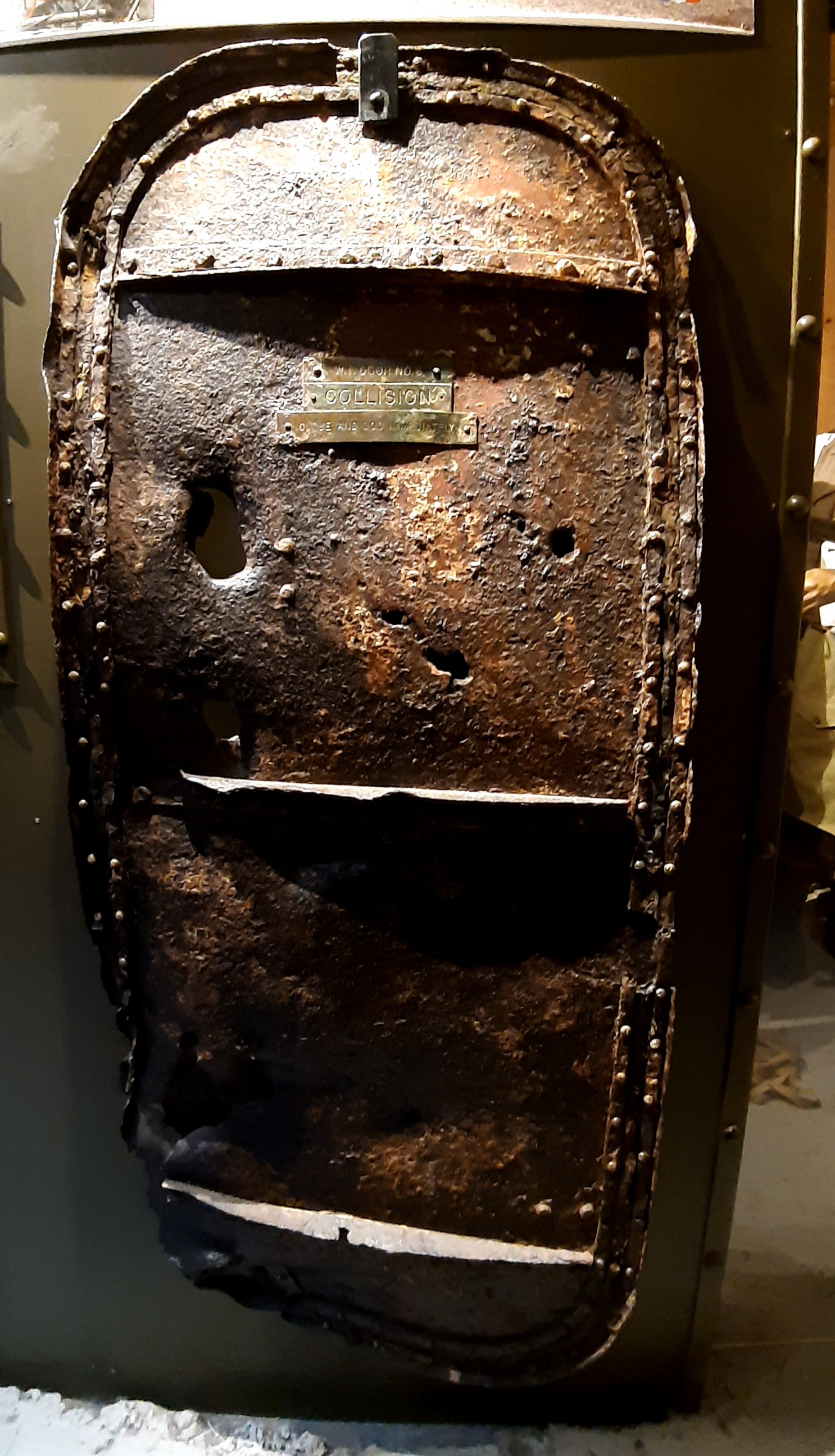
Porte du HMS Campbeltown, rare vestige du navire, avec son canon exposé à Saint-Nazaire. Elle a été projetée lors de l'explosion et a été retrouvée dans la terre en 2020 lors de travaux près de la forme-écluse Joubert. Elle est exposée au musée du Grand Blockhaus à Batz-sur-Mer.

Le film Commando sur Saint-Nazaire (« Gift Horse » en version originale) de Compton Bennett (1952), avec Trevor Howard et Richard Attenborough, raconte la vie du navire (baptisé autrement) et les événements de l'opération.
L'opération Chariot est mise en scène dans le jeu Medal of Honor : Les Faucons de guerre, où le joueur incarne un agent de l'OSS accompagnant les Britanniques dans leur mission.
Une des missions du jeu de guerre pour PC Panzer Corps Grand Campaign '42-'43 West simule le déroulement de cette opération.
Il existe par ailleurs un jeu de simulation créé par Avalon Hill, « Raid on Saint-Nazaire ».
Un mémorial édifié à Saint-Nazaire, autrefois situé sur la place du Commando, a été déplacé plus près des lieux de l'opération, à proximité du Vieux Môle.
Le sergent Thomas Durrant fut décoré à titre posthume de la Victoria Cross pour son action durant la phase de repli du raid : servant les mitrailleuses bi-tube à bord de la vedette côtière ML 306 et poursuivi par le torpilleur allemand Jaguar, il resta à son poste et répliqua pendant une heure malgré un feu nourri et un total de 25 blessures avant de succomber. L'équipage survivant de la vedette réduite à l'état d'épave fut capturé et un officier allemand (probablement Paul, le commandant du torpilleur) transmit un rapport détaillé de l’événement au lieutenant-colonel Newman alors prisonnier. Ce rapport écrit à l'initiative d'un officier allemand apporta les témoignages nécessaires à l'attribution de cette décoration.